# Žukov (město)
Žukov (rusky Жуков) je město v Kalužské oblasti v Ruské federaci. Při sčítání lidu v roce 2010 měl přes dvanáct tisíc obyvatel.

## Poloha a doprava
Žukov leží na levém řeku Protvy, levého přítoku Oky v povodí Volhy.  Od Kalugy, správního střediska oblasti, je vzdálen přibližně devadesát kilometrů severozápadně.
Nejbližší železniční stanice je v Obninsku přibližně deset kilometrů severozápadně. Vede přes ni trať z Moskvy přes Brjansk do Kyjeva. Přes stejné město vedou i nejbližší dálnice, M3 z Moskvy přes Brjansk a dále na Ukrajinu směrem na Kyjev a A101 z Moskvy do Roslavlu a dále k bělorusko-ruské hranici.

## Dějiny
Obec zde byla založena počátkem 17. století. Od otevření železárny v roce 1656 se nazývala spolu s ní Ugodskij zavod. Po uzavření železárny v roce 1780 začal význam obce klesat, ale zůstávala místním kulturním centrem. V roce 1957 byla několik kilometrů jihozápadně postavena strojírenská továrna a u ní dělnické sídlo zvané Protva. To získalo v roce 1962 status sídla městského typu. V roce 1974 byl Ugodskij zavod přejmenován na Žukovo k poctě maršála Georgije Konstantinoviče Žukova, který se narodil několik kilometrů jižněji ve vesničce Strelkovka. V roce 1996 byly Protva a Žukovo sloučeny pod jménem Žukov a vzniklá obec získala status města. Svatý Jiří ve znaku města odkazuje k maršálovu křestnímu jménu.